# 11580 Ботцен
11580 Ботцен (11580 Bautzen) — астероїд головного поясу, відкритий 3 травня 1994 року.
Тіссеранів параметр щодо Юпітера — 3,490.